# ویلکی کالینز

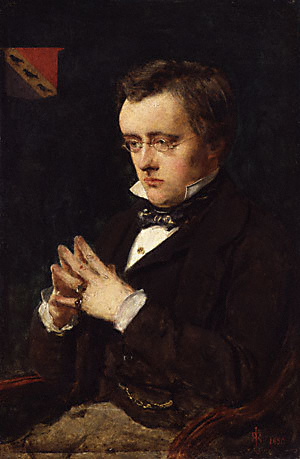
Wilkie Collins, 1850

ویلیام ویلکی کالینز (به انگلیسی: William Wilkie Collins)، رمان‌نویس، نمایشنامه‌نویس و نویسنده داستان‌های کوتاه انگلیسی که در سال۱۸۲۴ در لندن به دنیا آمد. در رشتهٔ حقوق تحصیل کرد و با نام دادگوی، دانشگاه را به پایان رساند. او از دانشی که در رشته حقوق اندوخته بود در نوشتن آثارش نیز بهره برد. خوانندگان عصر ویکتوریا که کم‌کم از ادبیات سیاسی و اجتماعی دل‌زده و رویگردان می‌شدند از نوشته‌های این نویسنده بسیار استقبال کردند.
 داستان زن سفید پوش گاهی به عنوان نمونه اولیه داستان‌های کارآگاهی در نظر گرفته می‌شود که شخصیت والتر هارتایت با استفاده از بسیاری از تکنیک‌های خواب‌آور کارآگاهان خصوصی بعدی. استفاده از راویان متعدد (از جمله تقریباً همه شخصیت‌های اصلی) به آموزش حقوقی کالینز، و همان‌طور که در مقدمه خود اشاره می‌کند، در سال ۲۰۰۳، روبرت مک کروم برای مجله کهن و بالا مرتبهٔ آبزرور نوشت "زن در پوشش سفید شماره ۲۳" را در "۱۰۰ رمان برتر برتر در تمام دوران" قرار داد، و این رمان در شماره ۷۷ در نظرسنجی بی‌بی‌سی در فهرست بزرگ خوانده شده است؛ و همچنین کتاب ماه الماس که تی.اس.الیوت، شاعر انگلیسی دربارهٔ این اثر گفته است که «ماه الماس» نخستین و بزرگ‌ترین رمان پلیسی انگلیسی است. .
وی در ۲۳ سپتامبر ۱۸۸۹ در لندن درگذشت.

## فعالیت‌های هنری

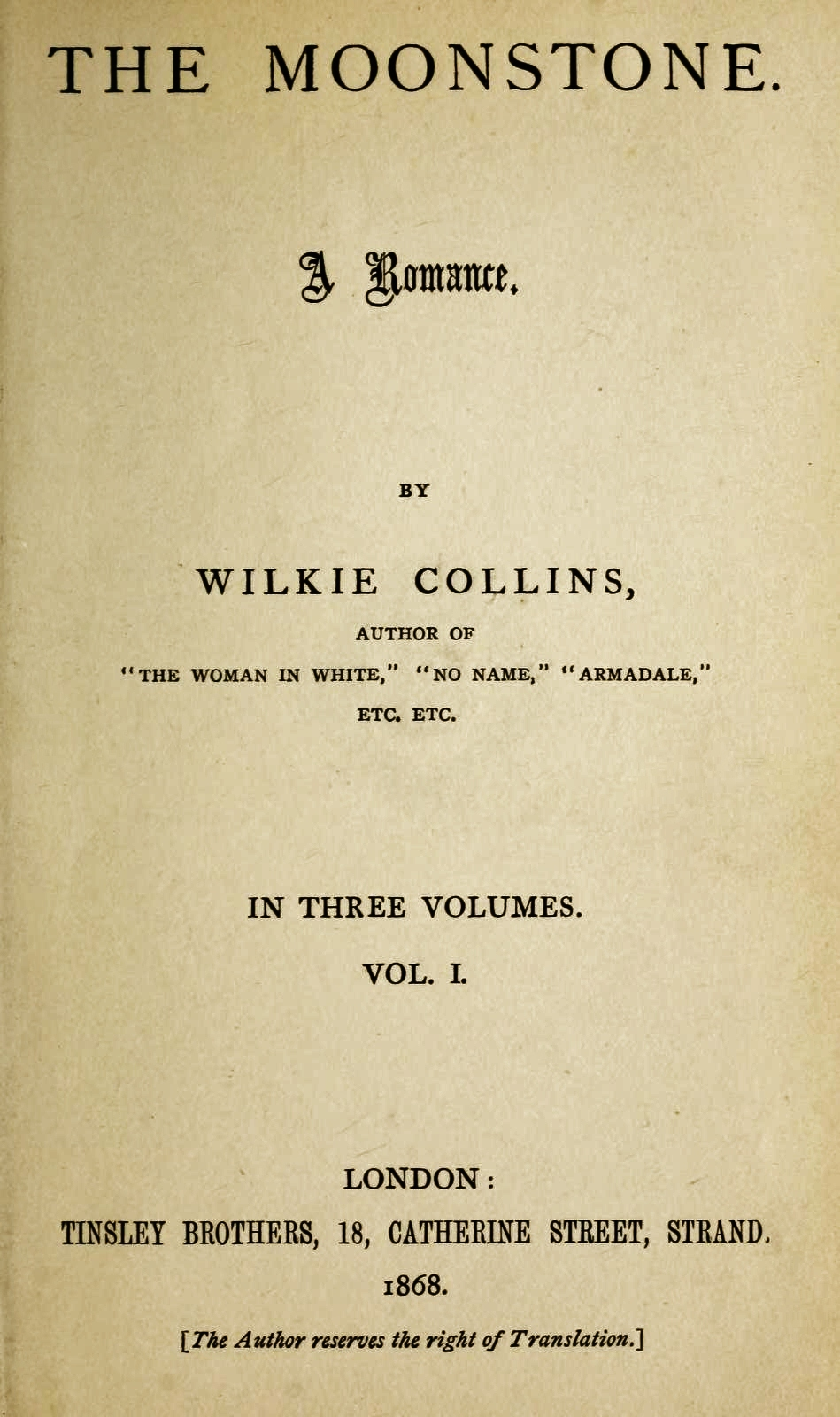
ماه الماس اولین بار در سال ۱۸۶۸ منتشر شد.

رمان آنتونیا یا سقوط روم که کالینز آن را در کودکی نوشت، اما تا ۱۸۵۰ منتشر نشد، نشانگر مرحله نخست در روند تکاملی کار هنری اوست. در نوشتن این اثر، او از مشاهدات خود از مناظر استفاده می‌کند (در آنتونیا، شهر رم و مشاهدات شخصی‌اش از سفری که همراه پدرش به ایتالیا کرده بود، تصویر می‌شود) و اسلوب به‌کار رفته در آن نشان‌دهنده شگفتی و تحسین او از سرگذشتهای تاریخی بولور لیتون، (Bulver Lytton) است. از دیگر آثار اولیه او یکی هم شرح زندگی پدرش است که یک‌سال پس از مرگ او در سال ۱۸۴۸ منتشر شد و دیگری اثری به نام پرسه‌زدن پشت راه‌آهن، شرحی از تعطیلات یک تابستان در کورن ول، (Cornwall) است که در ۱۸۵۱ انتشار یافت.
دوره دوم، یا بهترین دوره فعالیت ادبی کالینز که از زمان آشنایی او با دیکنز آغاز می‌شود با آثاری چون زن سفیدپوش و مون استون (ماه‌الماس) مشخص می‌شود؛ که این هر دو رمان شکل اولیه و نخستین ژانر داستان پلیسی است. کالینز در آن‌ها نبوغ خود را برای طرح پیچیده و در عین‌حال باورنکردنی، با استعدادی که شاید توسط دیکنز پرورش یافته بود، برای خلق شخصیتهای برجسته نشان می‌دهد.
اسلوب کالینز که به‌وسیله تکنیک پیشرفته او در داشتن و ارائه شخصیت‌های کاملاً متفاوت در رمان اعتلاء یافته، شرح ویژه یا تفسیر خود را از رویدادها به‌نحوی بیان می‌کند که شخصیتها، از آنجا که باید به تقاضاهای راستین طرح پیچیده‌ای خدمت کنند، نه یگانه و منحصر به‌فرد معرفی می‌شوند و نه صرفاً تیپ، (type)، زیرا که باید رویدادها و حوادث را از دیدگاه مشخص و متمایزی معرفی کنند. شخصیتهایی مانند کنت فوسکوی تبهکار در رمان زن سفیدپوش و کارآگاه سارجینت کاف در مون‌استون (ماه‌الماس) موازنه کاملی میان دو وجه یگانه و منحصربه‌فرد بودن و نمونه نوعی (تیپیک) به‌وجود می‌آورند؛ هرچند هنگامی که آن‌ها را از طرح ویژه خودشان جدا می‌سازیم، که توسط نویسندگان بعدی تقلید شده‌اند، تبدیل به شخصیت‌هایی صرفاً تقلیدی با رفتار قالبی می‌شوند.
در دوره سوم خود، کالینز، بیشتر به‌سوی روش‌های آموزشی و انتقاد اجتماعی روی می‌آورد. همچون در رمان‌های مرد و همسرش (۱۸۷۰) و مگدالن نو (۱۸۷۳) که به ترتیب انتقادی بود از تأکید زیاد انگلیسیها روی ورزشکاری و نگرش غیردلسوزانه جامعه نسبت به «زن فروافتاده». در چنین آثاری است که استعداد و توانایی کالینز برای طرحهای تدبیرشده، کمکی به اهداف آموزشی او نمی‌کند.
در سال ۱۸۵۱ ویلکی کالینز با چارلز دیکنز، توسط دوستی مشترک، آشنا شد. از آن پس آن‌ها دوستان صمیمی یکدیگر شدند. چنان‌که نخستین رمان پراهمیت کالینز در هفته‌نامه‌ای که دیکنز آن را می‌گرداند به چاپ رسید. این هردو در کار داستان‌نویسی از یکدیگر نکته‌های فراوان آموخته‌اند. کالینز در شخصیت پردازی و پنگاشتن (ترسیم) باریک بین چهرهٔ قهرمان‌هایش وامدار دیکنز است. دیکنز نیز دربارهٔ ساختار پیچیدهٔ پیرنگ داستان‌ها از کالینز بسیار آموخته است.

## ترجمه‌ها در ایران
- ماه‌الماس، ترجمهٔ منوچهر بدیعی، انتشارات نیلوفر، سال ۱۳۹۴[۳]
- رمان زن سفیدپوش را انتشارات وصال در سال ۱۳۸۲ با ترجمه نسرین زارع به فارسی منتشر کرد.[۴]